# Volkspartei (Thailand)
Die Volkspartei (thailändisch พรรคประชาชน, RTGS Phak Prachachon; offizielle englische Bezeichnung: People's Party) ist eine politische Partei in Thailand. Sie ist seit dem 9. August 2024 die de facto Nachfolgeorganisation der zwei Tage zuvor durch das thailändische Verfassungsgericht aufgelösten Fortschrittspartei.